# Porto di Mare (metropolitana di Milano)
Porto di Mare è una stazione della linea M3 della metropolitana di Milano.

## Storia
La stazione è stata inaugurata il 12 maggio 1991, circa un anno dopo l'apertura della linea M3 che all'inizio limitava il tragitto a Centrale FS-Duomo e nel dicembre del 1990 aveva esteso il suo percorso da Duomo fino a Porta Romana.
Nei primi progetti la stazione doveva essere chiamata Fabio Massimo; assunse invece il nome di Porto di Mare perché sorge in prossimità dell'omonimo progetto, mai realizzato, di un porto fluviale a servizio di Milano che sostituisse la Darsena di Porta Ticinese, Porto di Mare.

## Strutture e impianti
Porto di Mare, come tutte le altre stazioni della linea M3, è accessibile ai disabili. Rientra inoltre dall'area urbana della metropolitana milanese e possiede due strette banchine.
Presenta uscite in via Cassinis e in via Fabio Massimo.

## Interscambi
Nelle vicinanze della stazione effettuano fermata alcune linee urbane automobilistiche, gestite da ATM.
- Fermata autobus

## Servizi
La stazione dispone di:
- Accessibilità per portatori di handicap
- Ascensori
- Scale mobili
- Emettitrice automatica biglietti
- Servizi igienici
- Stazione video sorvegliata